# Commando Invisible (Elfenbeinküste)
Die Commandos Invisible (französisch für Unsichtbare Kommandos) sind eine während der Regierungskrise in der Elfenbeinküste 2010/2011 in Abobo, einem Stadtteil Abidjans, agierende Miliz, die dem Lager von Alassane Ouattara bzw. den Forces Nouvelles de Côte d’Ivoire (FN) zugerechnet wurde.
Nach der Festnahme des ehemaligen Staatspräsidenten Laurent Gbagbo kam es zwischen ihnen und den Forces républicaines de Côte d’Ivoire (FRCI), der Nachfolgeorganisation der Forces Nouvelles, zu Spannungen und Kämpfen. Die Miliz besteht aus etwa 5000 Mann.

## Geschichte
Die Paramilitärs traten erstmals im Februar 2011 in Erscheinung, wo sie, vor allem in Abobo, einen intensiven Guerillakrieg gegen die Forces de défense et de sécurité (FDS), die damaligen Streitkräfte der Elfenbeinküste, führten. Das Kommando attackierte mehrmals Mitarbeiter des staatlichen Rundfunksenders Radiodiffusion-Télévision ivoirienne (RTI) die sich in Abobo aufhielten. Bis zum 4. März befand sich Abobo vollständig unter der Kontrolle der Unsichtbaren Kommandos. Ein „Kapitän Aka“, der sich als ihr Anführer ausgab, behauptete weder Gbagbo noch Ouattara zu unterstützen. Im März 2011 zeigte sich Ibrahim Coulibaly offen in Abobo und gab sich als einer der Anführer der Unsichtbaren Kommandos zu erkennen. 
In der Nacht vom 14. auf 15. März versuchten Kämpfer der Unsichtbaren Kommandos im Stadtteil Adjamé eine Kaserne der Bereitschaftspolizei CRS zu stürmen. Im Stadtteil Yopougon wurde die Residenz von Philippe Mangou, dem Oberbefehlshaber der Streitkräfte, attackiert. Am 31. März sollen auch in Koumassi, einem anderen Stadtteil Abidjans, Kämpfer der Unsichtbaren Kommandos durch die Straßen patrouilliert sein. Nach Augenzeugenberichten fand in der Nacht von 31. März auf 1. April ein Gefecht mit vielen Toten zwischen den Unsichtbaren Kommandos und den FRCI um das Gebäude des Radiodiffusion-Télévision ivoirienne (RTI) statt. Der angebliche Grund war das Verlangen von Ibrahim Coulibaly eine Mitteilung verlesen zu lassen, nach der er als Leiter einer militärischen Übergangsregierung die Macht übernehmen solle. Die Gefechte ermöglichten den Republikanischen Garden das Gebäude später wiederzuerobern. Ouattara und Coulibaly wiesen die Vorfälle zurück. Am Morgen des 4. April, bei der Erstürmung Abidjans, vereinigten sie sich, nach eigenen Angaben, mit den Kämpfern der FRCI. Am Tag nach der Festnahme Gbagbos, am 12. April, gab Tahirou Sanogo, ein Angehöriger der Unsichtbaren Kommandos, über Reuters bekannt: Es gibt noch viel zu säubern. Obwohl Coulibaly sich am 17. April in einem Interview mit der AP zu Ouattara bekannt hatte, kam es nur vier Tage später, am 21. April, zu einem einstündigen Feuergefecht mit der FRCI beim Hauptquartier in Abobo. Die FRCI hatte es auf Befehl von Guillaume Soro angegriffen und wurde zurückgeschlagen. Nachdem sie es zuvor kategorisch abgelehnt hatten, stimmten die Unsichtbaren Kommandos am 26. April einer Entwaffnung zu. Die FRCI begann, aus nicht bekannten Gründen, am Morgen tags darauf eine Offensive, bei der Coulibaly getötet wurde. Laut Angaben des FRCI nahm er Geiseln, nachdem seine Soldaten entwaffnet werden sollten. Bei der darauffolgenden Eskalation kamen Coulibaly, sechs Kämpfer der Unsichtbaren Kommandos und zwei Angehörige der FRCI ums Leben. Grund für die Kämpfe zwischen den Unsichtbaren Kommandos und den FRCI war die Weigerung der Kommandos sich zu entwaffnen. Zusätzlich soll Coulibaly ein Regierungsamt gefordert haben. Außerdem wurden der Miliz zahlreiche Plünderungen und andere illegale Taten vorgeworfen.